# 管亥
管 亥（かん がい、生没年不詳）は、中国後漢時代末期の人物。黄巾党頭目の1人。

## 正史の事跡
初平2年（192年）頃、黄巾軍討伐のために都昌へ進軍して来た北海郡の孔融を逆に包囲した。しかしこの時、孔融に母の世話をしてもらっていた太史慈が、恩を返そうと孔融の下に馳せ参じた。太史慈は、武勇と策略で管亥の包囲を突破し、平原郡の劉備に救援を要請した。劉備が直ちに精鋭兵3千を救援に差し向けたため、管亥軍は散り散りに潰走した。その後、史書に名は見当たらない。

## 三国志演義
小説『三国志演義』では、勇猛な黄巾党頭目として登場し、その軍勢の規模も数万となっている。史実通り孔融を包囲した後、その部将宗宝を数合で討ち取っている。しかし、やはり史実通り太史慈の要請に応じた劉備軍が援軍として現われたため、管亥は関羽と一騎討ちを繰り広げる。管亥は善戦し、数十合も渡り合ってその力量を示したが、最期は関羽の一撃に両断され果ててしまう。